# Benkt-Åke Benktsson
Benkt-Åke Benktsson, ursprungligen Bengt-Åke Bengtson, född 6 januari 1907 i Halmstad, död 8 januari 1957 i Malmö, var en svensk skådespelare och filmregissör.

## Biografi
Benktsson började som elev hos Torsten Hammarén 1925 vid Helsingborgs stadsteater. Han debuterade året efter i Nationalmonumentet. Under hösten samma år fortsatte han vid Lorensbergsteatern i Göteborg. Under tiden i Göteborg gästspelade han även vid Dramaten i Stockholm. Mot slutet av 1930-talet verkade han i Malmö, där han spelade friluftsteater. 1953 blev han chef för Malmö Stadsteaters elevskola.
Förutom på teatern var Benktsson också verksam i TV och på film. Han gestaltade ofta pregnanta biroller, bland annat hos Ingmar Bergman i Det regnar på vår kärlek (1944), modedirektör i Kvinnodröm (1955) och köpman i Det sjunde inseglet (1957).
Benktsson regisserade också två filmer: 1940 års Terror, en 16  minuter lång stumfilm inspelad i maj 1938, och 1944 års Skåningar. I den sistnämnda innehade han även huvudrollen.
Benktsson uppträdde även i radio där han agerade vardagsfilosof i programserien Vardagsmorgon.
Under åren i Göteborg var han en drivande kraft i Göteborgs modelljärnvägssällskap.

### Samlare
Benktsson var även samlare av etnografiska föremål, speciellt masker. Det finns flera samlingar på Etnografiska museet och på Kulturen i Lund som kommer från Benktssons samlingar. Hans samling visades för första gången i sin helhet vid en stor utställning på Röhsska konstslöjdmuseet i Göteborg 1949. På Kulturen visades utställningen Masker andra världar 1994 -2001 där huvuddelen av föremålen kom från Benktssons samlingar.

## Filmografi
- 1926 – Flickorna på Solvik
- 1934 – En stilla flirt
- 1934 – Eva går ombord
- 1935 – Ungkarlspappan
- 1936 – Söder om landsvägen
- 1938 – Vi som går scenvägen
- 1938 – Snickar Folking tar semester
- 1939 – Rosor varje kväll
- 1939 – Folket på Högbogården
- 1940 – Vi Masthuggspojkar
- 1940 – Terror
- 1941 – Springpojkar är vi allihopa
- 1942 – Stinsen på Lyckås
- 1944 – Skåningar
- 1946 – Det regnar på vår kärlek
- 1946 – Ballongen
- 1948 – Lilla Märta kommer tillbaka
- 1948 – Kärlek, solsken och sång
- 1949 – Pippi Långstrump
- 1949 – Sjösalavår
- 1955 – Kvinnodröm
- 1957 – Det sjunde inseglet

## Dubbning
- 1940 – Pinocchio (röst till Stromboli och Kusken i originaldubb)[6]
- 1950 – Askungen (röst till Kungen i originaldubb)

## Teater

### Roller (ej komplett)
| År   | Roll                                                  | Produktion                                                      | Regi                 | Teater                                   |
| ---- | ----------------------------------------------------- | --------------------------------------------------------------- | -------------------- | ---------------------------------------- |
| 1925 | Valentin                                              | Kameliadamen Alexandre Dumas den yngre                          | Helge Wahlgren       | Helsingborgs stadsteater                 |
| 1925 | Mårten                                                | Ljungby horn Edgar Collin, Vilhelm Østergaard, och Alfred Ipsen | Helge Wahlgren       | Helsingborgs stadsteater                 |
| 1926 | En polis                                              | Liliom Ferenc Molnár                                            | Torsten Hammarén     | Helsingborgs stadsteater                 |
| 1926 | Gregerson                                             | Nationalmonumentet Tor Hedberg                                  | Helge Wahlgren       | Helsingborgs stadsteater                 |
| 1933 | Medverkande                                           | Oss greker emellan Karl Gerhard                                 |                      | Folkteatern                              |
| 1934 | Racinet                                               | Kokottskolan Paul Armont och Marcel Gerbidon                    | Karl Gerhard         | Folkteatern                              |
| 1934 | Medverkande                                           | Mitt vänliga fönster, revy Karl Gerhard                         | Karl Gerhard         | Folkteatern                              |
| 1940 | Boris Kolenkhov                                       | Koppla av Moss Hart                                             | Carlo Keil-Möller    | Dramaten                                 |
| 1943 | Direktör Ottosson                                     | Herr Blink går över alla gränser Lars-Levi Laestadius           | Per Lindberg         | Vasateatern                              |
| 1944 | Nick                                                  | Livet är ju härligt William Saroyan                             | Per Knutzon          | Oscarsteatern                            |
| 1947 | Herrn                                                 | Ett drömspel August Strindberg                                  | Olof Molander        | Göteborgs stadsteater, 13 september 1947 |
| 1950 | Byfogden                                              | Guds ord på landet Ramón del Valle-Inclán                       | Ingmar Bergman       | Göteborgs stadsteater                    |
| 1950 | Biskop Gævö                                           | Kärlek Kaj Munk                                                 | Torsten Hammarén     | Göteborgs stadsteater, 24 november 1950  |
| 1951 | Harry Hope, innehavare av ett hotell med barservering | Si, iskarlen kommer! Eugene O'Neill                             | Stig Torsslow        | Göteborgs stadsteater, 9 februari 1951   |
| 1951 |                                                       | Den kaukasiska kritcirkeln Bertolt Brecht                       | Bengt Ekerot         | Göteborgs stadsteater, november 1951     |
| 1952 |                                                       | Ett huvud kortare Marcel Aymé                                   | Helge Wahlgren       | Göteborgs stadsteater, augusti 1952      |
| 1953 | Vielgeschrei, den jäktade                             | Den jäktade Ludvig Holberg                                      | Josef Halfen         | Göteborgs stadsteater, 1 maj 1953        |
| 1953 |                                                       | Jeppe på Berget Ludvig Holberg                                  | Ebbe Linde           | Malmö stadsteater                        |
| 1953 | Direktören                                            | Sex roller söka en författare Luigi Pirandello                  | Ingmar Bergman       | Malmö stadsteater                        |
| 1954 | Direktör Hummel, gubbe                                | Spöksonaten August Strindberg                                   | Ingmar Bergman       | Malmö stadsteater, 5 mars 1954           |
| 1955 | Tobias Raap                                           | Trettondagsafton William Shakespeare                            | Lars-Levi Laestadius | Malmö stadsteater, 5 januari 1955        |
| 1955 | Lindkvist                                             | Påsk August Strindberg                                          | Mats Johansson       | Malmö stadsteater, 5 februari 1955       |
| 1955 |                                                       | Revisorn Nikolaj Gogol                                          | Lars-Levi Laestadius | Malmö stadsteater                        |
| 1956 | Mokij Parmenyc Knurov                                 | Bruden utan hemgift Aleksandr Ostrovskij                        | Ingmar Bergman       | Malmö stadsteater                        |
| 1956 |                                                       | Hjälte mot sin vilja Ira Levin efter en roman av Mac Hyman      | Yngve Nordwall       | Malmö stadsteater                        |
| 1956 | Storpappa                                             | Katt på hett plåttak Tennessee Williams                         | Ingmar Bergman       | Malmö stadsteater                        |
| 1956 |                                                       | Kittelflickarens bröllop John Millington Synge                  | Mats Johansson       | Malmö stadsteater                        |

## Radioteater

### Regi
| År   | Produktion                                    | Upphovsmän                                                              |
| ---- | --------------------------------------------- | ----------------------------------------------------------------------- |
| 1950 | Miljonpundssedeln The Million Pound Bank Note | Mark Twain Dramatisering Walter Hackett, Översättning Torsten Blomkvist |

## Priser och utmärkelser
- 1956 – Teaterförbundets Gösta Ekman-stipendium

### Fotnoter
1. 1 2 3 4 5  ”Benkt-Åke Benktsson”. Svensk Filmdatabas. http://sfi.se/sv/svensk-filmdatabas/Item/?type=PERSON&itemid=58900&ref=%2ftemplates%2fSwedishFilmSearchResult.aspx%3fid%3d1225%26epslanguage%3dsv%26searchword%3dBenkt-%C3%85ke+Benktsson%26type%3dPerson%26match%3dBegin%26page%3d1%26prom%3dFalse. Läst 30 september 2012.
2. ↑  ”Göteborgs Modelljärnvägssällskap”. www.gmjs.se. http://www.gmjs.se/main.asp?id=9. Läst 22 mars 2020.
3. ↑  ”Benktsson, Benkt-Åke :: skådespelare”. collections.smvk.se. https://collections.smvk.se/carlotta-em/web/object/1015591. Läst 18 december 2024.
4. ↑  ”Benktsson Benkt-Åke :: regissör”. carl.kulturen.com. https://carl.kulturen.com/web/object/103155. Läst 18 december 2024.
5. ↑  ”KM 51467.34 :: mask”. carl.kulturen.com. https://carl.kulturen.com/web/object/56360. Läst 18 december 2024.
6. ↑  Aftonbladet, 22 april 1941, sid. 10
7. ↑  ”Tilja, Film, Radio”. Svenska Dagbladet:  s. 12. 6 maj 1933. https://www.svd.se/arkiv/1933-05-06/12. Läst 4 februari 2017.
8. ↑  Bo Bergman (28 april 1934). ”Fransk kokottskola på Folkteatern”. Dagens Nyheter:  s. 1. http://arkivet.dn.se/tidning/1934-04-28/113/1. Läst 4 februari 2017.
9. ↑  ”Teaterannons”. Dagens Nyheter:  s. 19. 18 juni 1934. http://arkivet.dn.se/tidning/1934-06-18/162/19. Läst 4 februari 2017.
10. ↑  ”Herr Blink går över alla gränser”. Musikverket. http://calmview.musikverk.se/CalmView/Record.aspx?src=CalmView.Performance&id=PERF14112&pos=431. Läst 3 maj 2016.
11. ↑  Sten af Geijerstam (30 april 1944). ”Saroyan på Oscars”. Dagens Nyheter:  s. 26. http://arkivet.dn.se/arkivet/tidning/1944-04-30/116/26. Läst 31 augusti 2015.
12. ↑  ”Guds ord på landet”. Stiftelsen Ingmar Bergman. http://ingmarbergman.se/verk/guds-ord-på-landet. Läst 17 oktober 2015.
13. ↑  ”Sex roller söka en författare”. Stiftelsen Ingmar Bergman. http://ingmarbergman.se/verk/sex-roller-söka-en-författare. Läst 15 oktober 2015.
14. ↑  ”Spöksonaten”. Ingmar Bergman. http://ingmarbergman.se/verk/sp%C3%B6ksonaten. Läst 14 oktober 2015.
15. ↑  ”Bruden utan hemgift”. Stiftelsen Ingmar Bergman. http://ingmarbergman.se/verk/bruden-utan-hemgift. Läst 17 oktober 2015.
16. ↑  ”Katt på hett plåttak”. Ingmar Bergman. http://ingmarbergman.se/verk/katt-p%C3%A5-hett-pl%C3%A5ttak. Läst 14 oktober 2015.
17. ↑  ”Radioprogrammet”. Dagens Nyheter:  s. 32. 17 december 1950. https://arkivet.dn.se/tidning/1950-12-17/342/32. Läst 29 januari 2022.